# Łosiów (gmina)
Łosiów – dawna gmina wiejska istniejąca w latach 1945–1954 i 1973–75 w woj. wrocławskim i woj. opolskim (dzisiejsze woj. opolskie). Siedzibą władz gminy był Łosiów.
Gmina Łosiów powstała po II wojnie światowej na terenie tzw. Ziem Odzyskanych (tzw. II okręg administracyjny – Dolny Śląsk). 28 czerwca 1946 gmina – jako jednostka administracyjna powiatu brzeskiego – weszła w skład nowo utworzonego woj. wrocławskiego. 6 lipca 1950 gmina wraz z całym powiatem brzeskim weszła w skład nowo utworzonego woj. opolskiego.
Według stanu z 1 lipca 1952 gmina składała się z 9 gromad: Buszyce, Kopanie, Kruszyna, Łosiów, Nowa Wieś Mała, Prędocin, Różyna, Wronów i Zwanowice. Gmina została zniesiona 29 września 1954 wraz z reformą wprowadzającą gromady w miejsce gmin.
Jednostkę reaktywowano 1 stycznia 1973 w tymże powiecie i województwie; w skład gminy weszły obszary 10 sołectw: Buszyce, Jasiona, Kantorowice, Kopanie, Łosiów, Nowa Wieś Mała, Ptakowice, Różyna, Strzelniki i Zwanowice.
1 czerwca 1975 gmina weszła w skład nowo utworzonego (mniejszego) woj. opolskiego. 30 października 1975 gmina została zniesiona, a część jej obszaru (obszary sołectw Zwanowice i Kopanie) przyłączono do gminy Brzeg. Z większej części gminy Łosiów (obszarów sołectw Buszyce, Jasiona, Kantorowice, Łosiów, Nowa Wieś Mała, Ptakowice, Strzelniki i Różyna) oraz z części znoszonych gmin Gracze (Sarny Małe i Stroszowice) i Skorogoszcz (Borkowice, Chróścina, Golczowice, Mikolin, Oldrzyszowice, Przecza, Skorogoszcz i Wronów) utworzono nową gminę Lewin Brzeski.